# Saint-Juvin
Saint-Juvin ist eine nordostfranzösische Gemeinde in der Region Grand Est.
Die Gemeinde im Département Ardennes gehört zum Kanton Grandpré im Arrondissement Vouziers und hat 100 Einwohner (1. Januar 2022).

## Bevölkerungsentwicklung
| Jahr                       | 1962 | 1968 | 1975 | 1982 | 1990 | 1999 | 2006 | 2019 |
| Einwohner                  | 190  | 176  | 172  | 142  | 121  | 129  | 112  | 102  |
| Quellen: Cassini und INSEE |      |      |      |      |      |      |      |      |

## Gefechte von Saint-Juvin
Im September 1792 wurde die französische Revolutionsarmee unter Dumouriez von den Preußen und Österreichern unter dem Kommando des Herzog von Braunschweig bis hinter Verdun zurückgetrieben (diese Niederlage löste in Paris die sogenannten Septembermorde aus) und schließlich bei Saint-Juvin gestellt. Es kam zu tagelangen Geplänkeln. Die Royalisten verpassten jedoch die Gelegenheit zum Angriff, und Dumuriez gelang es in einer meisterhaften Rückzugsbewegung, sich in der Nacht des 14. September mit all seinen Truppen nach Westen abzusetzen und sich unweit von Sainte-Menehould zu verschanzen. Dort beendete eine Woche später die Kanonade von Valmy alle Offensivbemühungen des Ancien Regime, Paris für Ludwig XVI. zurückzuerobern.

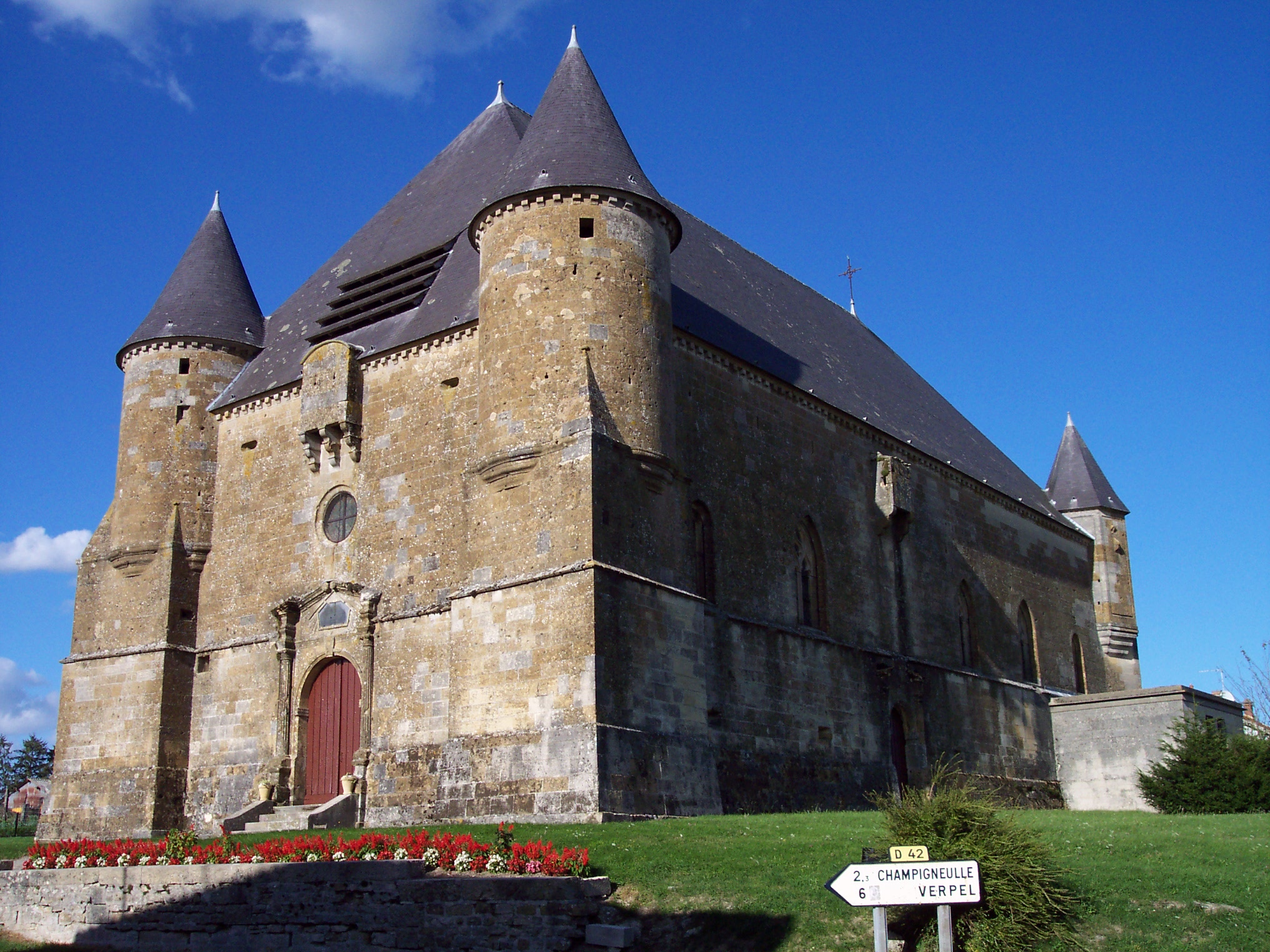
Wehrkirche Saint-Juvin